# Tulungagung (regentschap)
Tulungagung is een regentschap (kabupaten) in het zuidwesten van de Javaanse provincie Oost-Java in Indonesië. Het gebied heeft een oppervlakte van 1.055,65 km² en er wonen circa 990.000 mensen bij de volkstelling van 2010. De hoofdstad en zetel van de regering is de gelijknamige stad Tulungagung.

## Onderdistricten
Bij de volkstelling van 2010 werd het regentschap verdeeld in negentien onderdistricten (de kecamatan). In deze onderdistricten liggen 271 plaatsen die een administratieve eenheid zijn.
| Naam           | Opper vlakte in km2 | Inwoners Volks telling 2010 | Inwoners Volks telling 2020 | Aantal plaatsen Kelurahan /desa's | Post code   |
| -------------- | ------------------- | --------------------------- | --------------------------- | --------------------------------- | ----------- |
| Besuki (a)     | 82,16               | 33.900                      | 38.098                      | 10                                | 66275       |
| Bandung        | 41,96               | 42.216                      | 47.761                      | 18                                | 66274       |
| Pakel          | 36,06               | 47.873                      | 53.170                      | 19                                | 66273       |
| Campurdarat    | 39,56               | 53.755                      | 57.432                      | 9                                 | 66272       |
| Tanggunggunung | 117,73              | 23.343                      | 25.792                      | 7                                 | 66283       |
| Kalidawir      | 97,81               | 63.541                      | 74.309                      | 17                                | 66281       |
| Pucanglaban    | 82,94               | 21.883                      | 25.812                      | 9                                 | 66284       |
| Rejotangan     | 66,49               | 70.262                      | 80.440                      | 16                                | 66293       |
| Ngunut         | 37,70               | 74.949                      | 82.614                      | 18                                | 66292       |
| Sumbergempol   | 39,28               | 63.761                      | 71.164                      | 17                                | 66291       |
| Boyolangu      | 38,44               | 76.499                      | 83.281                      | 17                                | 66231-66235 |
| Tulungagung    | 13,67               | 65.123                      | 65.952                      | 14                                | 66212-66219 |
| Kedungwaru     | 29,74               | 85.389                      | 94.430                      | 19                                | 66221-66229 |
| Ngantru        | 37,03               | 52.276                      | 57.332                      | 13                                | 66252       |
| Karangrejo     | 35,54               | 39.038                      | 43.439                      | 13                                | 66253       |
| Kauman         | 30,84               | 49.087                      | 51.776                      | 13                                | 66261       |
| Gondang        | 44,02               | 53.999                      | 58.671                      | 20                                | 66263       |
| Pagerwojo      | 88,22               | 30.018                      | 31.396                      | 11                                | 66262       |
| Sendang        | 96,46               | 43.246                      | 46.906                      | 11                                | 66254       |
| Totalen        | 1.055,65            | 990.158                     | 1.089.775                   | 271                               |             |

Opmerkingen: (a) inclusief 19 kleine eilanden voor de kust.

## Geboren
- Pangeran Adipati Soejono (1886-1943), Nederlands politicus

Stadsgemeenten: Batu · Blitar · Kediri · Madiun · Malang · Mojokerto · Probolinggo · Pasuruan · Surabaya

Regentschappen: Banyuwangi · Bangkalan · Blitar · Bojonegoro · Bondowoso · Gresik · Jember · Jombang · Kediri · Lamongan · Lumajang · Madiun · Magetan · Malang · Mojokerto · Nganjuk · Ngawi · Pacitan · Pamekasan · Pasuruan · Ponorogo · Probolinggo · Sampang · Sidoarjo · Situbondo · Sumenep · Trenggalek · Tuban · Tulungagung
- Gemeinsame Normdatei: 5056362-2
- Library of Congress Control Number: n82218422
- MusicBrainz: df73538d-dfea-4b40-b484-281f2f7b6b17
- Nationale Bibliotheek van Israël: 987007555125005171
- Virtual International Authority File: 263121237
- WorldCat: E39PBJxCCpHmk4BfPWc9CF7bVC